# Mondim de Basto
Mondim de Basto là một huyện thuộc tỉnh Vila Real, Bồ Đào Nha. Huyện này có diện tích 172 km², dân số thời điểm năm 2001 là 8573 người.